# Ada Chura
Ada Chura Quispe; (Tacna, 6 de febrero de 1974) conocida simplemente como Ada, es una cantante y  compositora peruana de tecnocumbia, que obtuvo la popularidad al lado de la banda musical Ada y los Apasionados, desempeñándose como vocalista y figura principal de dicho conjunto a finales de los años 1990.

## Biografía
Ada Chura Quispe nació el 6 de febrero de 1974 en Tacna, proveniente de una familia de clase media baja y ligada al cristianismo. Realizó sus estudios escolares en el Colegio Francisco Bolognesi en su ciudad natal.
Desde pequeña, mostró su interés por el canto, la cual Chura interpretaba canciones de música cristiana y balada romántica. Según en su entrevista para el programa televisivo local Día D, afirmó que en su colegio no quería cantar por temor y un profesor la obligó para aprobar el curso escolar. Gracias a ello, Chura participó en diferentes actividades de su centro educativo, obteniendo el máximo galardón.
Chura estuvo embarazada a los 19 años, por lo que se dedicó a realizar otros trabajos para su familia. Años después, en 1998, se inició de manera oficial su carrera artística lanzando su primer álbum de estudio con el conjunto La Nueva Pasión, luego de recibir la aceptación de un productor musical. A inicios de los años 2000, La Nueva Pasión se renombró como Ada y los Apasionados (estilizado como «Ada & Los Apasionados»), en la cual Chura se desempeñaría como vocalista y figura principal del grupo.
En 1998 Chura ganó notoriedad con el lanzamiento de uno de sus primeros éxitos: «Si te vas», durante el apogeo de la tecnocumbia con otras intérpretes como Rossy War y Ruth Karina. Debido a su popularidad por su faceta musical, realizó giras internacionales como en Estados Unidos el año 2001 y fue invitada a programas televisivos locales. Posteriormente, lanzó sus siguientes sencillos «Llorando tu partida», «Yo se que volverás», «Todo lo aprendí de ti» y «No me arrepiento de este amor» bajo la producción de la disquera Rosita Producciones y participó en el X Festival de la Cerveza Cuzqueña, realizado en La Paz el año 2000. Chura lanzó la versión del tema «No me arrepiento de este amor» de Gilda ese año.
Con el pasar de los años, Chura continua su carrera musical en las décadas siguientes, luciéndose en diferentes conciertos populares de Lima Metropolitana y departamentos del Perú con lo mejor de su música. En el año 2011, colaboró con el grupo musical Somos Mollendo para la versión del tema «No, no, no» de Thalía y Aventura. Durante el estado de emergencia por la COVID-19, Chura lanzó su propio programa web titulada Ada y sus amigos en 2020, cuya sinopsis es de entrevistas a diferentes celebridades locales.
En el año 2023, Chura prestó su colaboración con el grupo musical peruano Corazón Serrano para participar en su concierto en el anfiteatro del Parque de la Exposición.

## Discografía

### Álbumes
- 1998: «Ada & Los Apasionados»
- 1998: «Ada y La Nueva Pasión: En concierto»
- 1999: «Ada y La Nueva Pasión: La romántica de la tropicumbia»
- 1999: «Ada y La Nueva Pasión: ¡Vete al… diablo!»
- 2020: «Ada & Las Karibeñas»
- 2020: «Ada & La Nueva Pasión (vol. 3)»
- 2021: «Cumbia maestra»[14]